# 鴨沂学園
鴨沂学園（おうきがくえん）は、京都府立第一高等女学校（京都府立鴨沂高等学校の前身校）同窓会である京都鴨沂会によって設立された(学校？)。

## 沿革
- 1927年（昭和2年） - 鴨沂会に高等女学校研究科を設置
- 1936年（昭和11年） - 同窓会による鴨沂学園設立
- 1973年（昭和48年）- 鴨沂学園休校、鴨沂会館の施設利用を開始する。
- 1974年（昭和49年）- 鴨沂学園を廃止する。

## 教育内容
- 修身
- 国語（国文・習字）
- 家事（児童心理・育児・衛生・料理・珠算・タイプライティング）
- 裁縫（和裁・洋裁・手芸）
- 音楽（唱歌）
- 茶儀
- 生花

## 特色
府一顧問の仁保亀松京都帝国大学教授に「花嫁学校」と呼ばれた。